# Gerald D. Feldman
Gerald Donald Feldman (* 24. April 1937 in New York City; † 31. Oktober 2007 in Berkeley) war ein amerikanischer Historiker. Sein Schwerpunkt war die deutsche Wirtschaftsgeschichte des 20. Jahrhunderts. Von Bedeutung war er als Autor ebenso wie als Koordinator größerer wissenschaftlicher Projekte.

## Leben
Gerald Feldman wurde als Sohn von Isadore Feldman und dessen Frau Lillian, geb. Cohen, in New York City geboren und wuchs im New Yorker Stadtbezirk Bronx auf. Er stammte aus einer jüdischen Familie, die bereits vor dem Ersten Weltkrieg aus Osteuropa in die USA ausgewandert war. Feldman selbst hat sich zeit seines Lebens als jüdischen Amerikaner betrachtet, auch wenn er die Religion und ihre Speisevorschriften nicht praktizierte.
Mit Hilfe eines Stipendiums begann er seine Studien am Columbia College in New York und ging später an die Harvard University. Nach einem Forschungsaufenthalt in Deutschland promovierte Feldman 1964. Bereits seit 1963 unterrichtete er an der University of California, Berkeley. Dort hatte er schließlich eine ordentliche Professur inne. Später übernahm er die Jane K. Sather-Stiftungsprofessur. Bis zu seiner Emeritierung im Jahr 2007 unterrichtete er in Berkeley.
Unterbrochen wurde die Lehrtätigkeit von zahlreichen Forschungsaufenthalten und Gastprofessuren in Deutschland und Österreich. So war Feldman etwa 1982/83 Fellow am Historischen Kolleg in München.
Für seine Arbeit erhielt er unter anderem das Große Verdienstkreuz des Verdienstordens der Bundesrepublik Deutschland. Feldman war seit 2004 korrespondierendes Mitglied der Bayerischen Akademie der Wissenschaften. Kontrovers wurde seine Rolle in der „Abraham-Affäre“ gesehen. Feldman hatte den jungen Historiker David Abraham zunächst unterstützt und hatte sich dann kritisch über seine Dissertation über den Untergang der Weimarer Republik geäußert. Diese Kritik wurde von etlichen Historikern als böswillig und einseitig wahrgenommen. Abraham verließ die Geschichtswissenschaft und wurde Juraprofessor in den USA.

## Werk

### Forschungen zur Wirtschafts- und Sozialgeschichte
Seine Dissertation handelte von dem Beziehungsgeflecht von Armee, Industrie und Arbeiterbewegung im Deutschen Kaiserreich während des Ersten Weltkrieges. Diese Pionierarbeit war eine politisch orientierte Wirtschafts- und Sozialgeschichte Deutschlands dieser Zeit.
Die Arbeit war zentral für die beginnende Erforschung der deutschen Sozial- und Wirtschaftsgeschichte im Ersten Weltkrieg und den Nachkriegsjahren. Feldman hat zur Weiterentwicklung der Forschung maßgeblich beigetragen. Bei der Konferenz „Industrielles System und politische Entwicklung in der Weimarer Republik“ 1973 in Bochum war er Berichterstatter für den Bereich Sozialpolitik und soziale Konflikte. Er selbst lieferte einen wichtigen Beitrag zur Erforschung der Demobilisierung.
Im Jahr 1977 veröffentlichte Feldman seine zweite große Monographie über die deutsche Montanindustrie während der Inflation zwischen 1916 und 1923.
Feldman nutzte die Methode eines kritischen Empirismus. Wichtig waren ihm eine dichte Beschreibung und eine intensive Quellenarbeit. Auf dieser Basis versuchte er, Theorien oder Konzepte zu verifizieren oder zu widerlegen. Feldman gelang es vielfach, neue Quellen etwa in den Archiven der großen Unternehmen zu erschließen.
Er war zusammen mit Otto Büsch die treibende Kraft hinter der Tagung von 1976 über „Historische Prozesse der deutschen Inflation 1914–1924.“ Von Feldman ging wesentlich der Impuls zu dem langfristig angelegten Forschungsprogramm zur Erforschung der Inflation aus, und er wurde Mitglied des Lenkungsausschusses des Projektes. Zusammen mit den anderen Mitgliedern des Ausschusses gab Feldman in verschiedenen Sammelbänden Erträge der Inflationsforschung heraus, so 1984 zusammen mit William J. Bouwsma den zweisprachigen Band The Experience of Inflation: International and Comparative Studies/Die Erfahrung der Inflation im internationalen Zusammenhang und Vergleich.
1993 lieferte Feldmans in seinem Buch The Great Disorder: Politics, Economics, and Society in the German Inflation 1914–1924 eine Zusammenfassung seiner Forschungen und der internationalen Diskussionen zum Thema. Dies war auf 1000 Seiten der Versuch, eine umfassende politische, soziale und wirtschaftliche Geschichte der deutschen Inflationszeit zu schreiben.
Zusammen mit Carl-Ludwig Holtfrerich, Gerhard A. Ritter und Peter-Christian Witt war Feldman in den 1980er Jahren Herausgeber der Beiträge zu Inflation und Wiederaufbau in Deutschland und Europa 1914–1924.

### Unternehmer- und Unternehmensgeschichte
Später veröffentlichte Feldman eine Biographie über Hugo Stinnes, einen der wirtschaftlichen Hauptakteure während der Inflation. Das Buch bedeutete innerhalb von Feldmans Werk einen gewissen Wandel. An die Stelle der allgemeinen Wirtschafts-, Sozial- und Politikgeschichte traten nunmehr verstärkt die Unternehmer- und Unternehmensgeschichte. An der Entwicklung einer neuen Form der Unternehmensgeschichte war Feldman maßgeblich beteiligt. Bis dahin entstanden größere Werke meist als Festschriften der Unternehmen, häufig von Nichthistorikern verfasst und auf selektiv zur Verfügung gestellten Quellen beruhend. Nicht selten sparten die Arbeiten strittige Phasen aus.
Als Feldman seit 1989 die Idee zu einer Geschichte der Deutschen Bank den Führungsgremien des Hauses vortrug, beharrte er auf unbeschränktem Quellenzugang und auf einer völligen Unabhängigkeit der Autoren. Feldman selbst übernahm die Geschichte der Bank von 1914 bis 1933. Feldman war auch Koordinator des Projekts. In Hinblick auf den Nationalsozialismus zeigte sich, dass der Konzern vor 1932 keine engeren Beziehungen zur NSDAP gesucht hatte, zur Verteidigung der Republik hat die Bank allerdings auch nicht beigetragen.
Vor dem Hintergrund von Presseberichten über die Verstrickung des Allianzkonzerns in die Verbrechen des Nationalsozialismus entschloss sich das Unternehmen, die Geschichte von einem unabhängigen Historiker untersuchen zu lassen, dem der Zugang zu allen Quellen zugesichert wurde. Die Aufgabe wurde von Feldman übernommen. Da es kein eigentliches Firmenarchiv gab, hat Feldman in den Archiven Ersatzüberlieferungen erschlossen. Zu den Ergebnissen gehörte, dass die Führung der Allianz schon vor 1933 enge Beziehungen zu einigen führenden Nationalsozialisten, insbesondere zu Hermann Göring unterhalten hatte. Ihr Generaldirektor Kurt Schmitt war überzeugter Nationalsozialist und war nach 1933 kurze Zeit Wirtschaftsminister. Im weiteren Verlauf des Dritten Reiches hat das Unternehmen in verschiedener Weise von den Verbrechen des Regimes profitiert.
In diesen Zusammenhang gehört auch Feldmans Arbeit über österreichische Banken in der Zeit des Nationalsozialismus. Hervorgegangen war dieses aus einem Bericht einer unabhängigen Historikerkommission in Zusammenhang mit einer Sammelklage ehemaliger Zwangsarbeiter. Feldman zeigte, dass die von ihm untersuchten österreichischen Banken keineswegs nur Opfer des Regimes waren, sondern eigene Interessen vertraten und sich auch aus eigenem Antrieb auf das nationalsozialistische Regime einließen.

## Schriften
Autor
- mit Heidrun Homburg: Industrie und Inflation. Studien und Dokumente zur Politik der deutschen Unternehmer 1916–1923. Hoffmann und Campe, Hamburg 1977, ISBN 3-455-09209-8.
- Bayern und Sachsen in der Hyperinflation 1922/23 (= Schriften des Historischen Kollegs. Vorträge. Bd. 6), München 1984 (Digitalisat).
- Armee, Industrie und Arbeiterschaft in Deutschland 1914 bis 1918. Dietz, Bonn u. a. 1985, ISBN 3-8012-0110-4. Überarbeitete und übersetzte Version der englischen Erstausgabe Army, Industry and Labor in Germany, 1914–1918. 1966.
- The Great Disorder: Politics, Economics, and Society in the German Inflation 1914–1924. Oxford Publishing, New York 1993, ISBN 0-19-503791-X.
- Hugo Stinnes – Biographie eines Industriellen, 1870–1924. Beck, München 1998, ISBN 978-3-406-43582-9.
- Die Allianz und die Deutsche Versicherungswirtschaft 1933–1945. Beck, München 2001, ISBN 978-3-406-48255-7.
- Österreichische Banken und Sparkassen im Nationalsozialismus und in der Nachkriegszeit. Band 1: Creditverein – Bankanstalt. Band 2: Regionalbanken, Länderbank und Zentralsparkasse. München 2006, ISBN  978-3-406-55158-1.

Herausgeber
- Vom Weltkrieg zur Weltwirtschaftskrise. Studien zur deutschen Wirtschafts- und Sozialgeschichte 1914–1932. (= Kritische Studien zur Geschichtswissenschaft. Bd. 60). Vandenhoeck und Ruprecht, Göttingen 1984, ISBN 978-3-525-35719-4.
- Die Nachwirkungen der Inflation auf die deutsche Geschichte 1924–1933 (= Schriften des Historischen Kollegs. Kolloquien. Bd. 6), Oldenbourg, München 1985, ISBN 978-3-486-52221-1 (Digitalisat).
- mit Manfred Rasch: August Thyssen und Hugo Stinnes – ein Briefwechsel 1898–1922. Bearbeiter Vera Schmidt. Beck, München 2003, ISBN 3-406-49637-7.
- mit Wolfgang Seibel: Networks of Nazi persecution – bureaucracy, business, and the organization of the Holocaust. Berghahn, Oxford New York, NY 2005, ISBN 1-571-81177-X (= Studies on War and Genocide. Bd. 6).